# 世界フルコンタクト協会
世界フルコンタクト協会（せかいフルコンタクトきょうかい、World Full Contact Association / WFCA）はキックボクシングと総合格闘技の世界王座認定団体。本部はオランダにある。また王座はオランダ・ベネルクス・ヨーロッパ・世界の4つの段階に分けられており、設置階級は男女共に16階級。“キックボクシング”、“タイボクシング”、“ムエタイ”、“フルコンタクト”、“総合格闘技”の計5種類の王座を認定している。
通常、タイボクシング（Thai Boxing）とムエタイは全く同じ意味であるが、WFCAにおいては両者はルール上明確に区別されている。

## 歴史
1997年1月にオランダで設立。
2005年9月9日にサトルヴァシコバが、オランダのレーワルデンで行われた「RISING SUN 6」の初代WFCAタイボクシング世界スーパーライト級王者決定戦に出場。オマー・“マッドドッグ”・ファン・ベンローイ（オランダ / WFCAタイボクシングヨーロッパスーパーライト級王者）を2RKOで下し、日本人初のWFCA世界王者になった。
2008年5月11日に桜井洋平が、東京・後楽園ホールで行われたNJKF主催「START OF NEW LEGEND V 新しい伝説の始まり」のWFCAムエタイ世界ライト級初代王者決定戦に出場。カリム・エル・オスロウティ（オランダ/WFCAタイボクシング・オランダ・ジュニアウェルター級王者）を1R1:09KOで下し、初代王者になった。また、日本人によるムエタイ部門での初の王座獲得となった。

## ルール

### キックボクシングルール
各団体により違うが、主には肘打ちが認められており、3Rで行われる。キックボクシングからK-1に転向する選手も多い。クリンチはムエタイルールより早くぶれいくする。また、Krushでは全試合K-1ルールで行われている。

### タイボクシングルール
肘打ち、バックハンドブロー禁止。インターバル90秒。ムエタイルールとは違い、肘打ちが禁止されている。バックハンドブローの禁止を除けばK-1ルールに極めて近い。顔面への膝蹴りは認められている。

### ムエタイルール
肘打ちが認められている。

### フルコンタクトルール
ローキック禁止。